# International Superstar Soccer (videogioco 2000)
International Superstar Soccer (in Giappone Jykkyou J-League 2000: Perfect Striker 3), spesso abbreviato in ISS, è un videogioco di calcio sviluppato da KCEO e pubblicato per Nintendo 64, Game Boy Color e PlayStation da Konami nel luglio 2000.
Contiene 77 nazionali di calcio.
squadre Europa 1
Inghilterra
Scozia
Galles
Irlanda del Nord
repubblica d'Irlanda
Islanda
Europa 2
Germania
Italia
Francia
Spagna
Paesi Bassi
Svizzera
Austria
Danimarca
Belgio
Portogallo
Lussemburgo
San Marino
Andorra
Liechtenstein
Europa 3
Jugoslavia
Croazia
Romania
Bulgaria
Grecia
Polonia
Repubblica Ceca
Slovacchia
Ungheria
Slovenia
Bosnia Erzegovina
Albania
Macedonia
Europa 4
Svezia
Norvegia
Finlandia
Isole Faroe
Europa 5
Russia
Estonia
Lettonia
Lituania
Bielorussia
Ucraina
Moldova
Georgia
Armenia
Azerbaijan
Europa 6
Malta
Cipro
turchia
Israele
Africa
Camerun
Nigeria
Sud Africa
Tunisia
Marocco
Egitto
Liberia
Algeria
Mali
Ghana
America 1
Stati Uniti
Canada
Messico
Giamaica
Cuba
Honduras
Costa Rica
Trinidad e Tobago
America 2
Brasile
Argentina
Colombia
Uruguay
Paraguay
Bolivia
Cile
Perù
Ecuador
Venezuela
Asia 1
Giappone
Corea del Sud
Corea del nord
China RP
Hong Kong
Thailandia
Malaysia
Asia 2
Arabia Saudita
Emirati Arabi Uniti
Iran
Uzbekistan
Kazakistan
Nepal
India
Iraq
Kuwait
Qatar
Oceania
Australia
Nuova Zelanda
Fiji
Papua Nuova Guinea
Squadre U-23
Inghilterra
Portogallo
Spagna
Francia
Olanda
Belgio
Danimarca
Germania
Svizzera
Italia
Polonia
Repubblica Ceca
Slovacchia
Croazia
Jugoslavia
Grecia
Svezia
Norvegia
Russia
turchia
Tunisia
Marocco
Nigeria
Camerun
Sud Africa
Stati Uniti d'America
Messico
Giamaica
Honduras
Colombia
Perù
Brasile
Bolivia
Paraguay
Uruguay
Chile
Argentina
Giappone
Corea del Sud
Cina
Hong Kong
Tailandia
Malaysia
Nepal
Kazakistan
Uzbekistan
iran
Emirati Arabi Uniti
Arabia Saudita
Australia